# 1995 dans la police
Cet article présente les faits marquants de l'année 1995 dans la police.

## Évènements
- Fondation du syndicat policier Alliance Police Nationale.